# Julianiaceae
Famille
Classification APG II (2003)
Classification APG III (2009)
Synonymes
- Blepharocaryaceae Airy Shaw, 1964[1]
- Comocladiaceae Martinov, 1820[1]
- Lentiscaceae Horan., 1843[1]
- Pistaciaceae Martinov, 1820[2]
- Podoaceae Baill. ex Franch., 1889[1]
- Schinaceae Raf., 1837[1]
- Vernicaceae Schultz Sch., 1832[1]

La famille des Julianiacées regroupe des plantes dicotylédones. Selon Watson et Dallwitz elle comprend 5 espèces réparties en deux genres :
- Amphipterygium (en)
- Orthopterygium (en)

## Étymologie
Le nom vient du genre Juliania Schltdl., 1843 or ce genre fut invalidé car existait déjà le genre Juliania La Llave, 1825. Les deux genres furent créés en hommage au médecin, pharmacien-chimiste et botaniste mexicain Julián Cervantes frère du botaniste Vicente Cervantes.

## Classification

### La famille desJulianiaceae
En classification phylogénétique APG (1998) et en classification phylogénétique APG II (2003) cette famille n'existe pas : ces plantes sont assignées aux Anacardiacées.

### Le genreJuliania
Juliania n'est plus utilisé en tant que genre botanique.
Le genre Juliania Schltdl., fut remplacé par le genre Amphipterygium (en), Schiede ex Standl.(synonymes : Hypopterygium Schltdl. et Juliania Schltdl.), de la famille des Anacardiaceae.
Le genre Juliania La Llave,, est devenu quasi-synonyme du genre Choisya, de la famille des Rutaceae.